# Милимир Мучибабић
Милимир Мучибабић (Фојница, 20. септембар 1946.) је српски социолог и универзитетски професор. Мучибабић је професор Учитељског факултета Универзитета у Београду, професор Факултета политичких наука и Правног факултета Универзитета у Бањој Луци, професор Филозофског факултета и Правног факултета Универзитета у Источном Сарајеву и члан Сената Републике Српске.

## Биографија
Као професор из области социологије је почео да ради на Правном факултету у Сарајеву 1976. Године 1988. је докторирао на Правном факултету Универзитета у Београду.  
На положају проректора и координатора југословенских универзитета и Универзитета „Никола Тесла“ у Книну (тадашња Република Српска Крајина), се налазио 1993. године. 1998. изабран за експерта Европског центра за мир и развој Уједињених нација са седиштем у Паризу. Постао је сенатор Републике Српске 2009. године.  
Члан је Српске академије образовања у Београду. Предсједник је управног одбора Српског културно-просветног друштва "Просвјета" Београд. 

## Дјела
- Мучибабић Милимир: Између утопије и реалности, издавач: „Веселин Маслеша“, Сарајево (1989)
- Мучибабић Милимир: Основе марксизма (универзитетски уџбеник – коаутор), издавач: „Веселин Маслеша“, Сарајево (1990)
- Мучибабић Милимир: Анализа и принудном одузимању земљишта и могућим правцима његове реприватизације, Извршно вијеће БиХ, Сарајево (1991)
- Мучибабић Милимир: Социолошко-правни појмовник, издавач: „Драганић“, Београд (1996), издавач: „Филип Вишњић“, Београд (2007)
- Мучибабић Милимир: Породица – контроверзе и изазови, издавач: „Драганић“, Београд (2006), издавач: „Филип Вишњић“, Београд (2007)
- Мучибабић Милимир: Српски идентитет, уредник и коаутор, "Просвјета" Београд (2019)
- Мучибабић Милимир: Срби у вихору новог свијета - Србија и Српска пред изазовима, уредник и коаутор, "Просвјета" Београд (2023)